# Rag Mama Rag
Rag Mama Rag est le nom d'un duo de country blues anglais installé en France. Composé d'Ashley et Deborah Dow, le groupe est créé en 1991. Les deux musiciens sont multi-instrumentistes et jouent sur scène de la guitare, du dobro, du ukulele, du washboard, de l'harmonica, etc.
Un de leurs morceaux (Final Hour Blues) est utilisé pour la bande sonore du film Drive Angry sorti en 2011
.

## Discographie
- Rag Mama Rag
- Rollin’ Mill Stomp
- Struttin’ & Strollin’
- Rag Mama Rag Live
- Share It One More Time
- That’ll Never Happen No More
- 2013 : Big Road Blues